# Ofensywa wiosenna Armii Rosyjskiej
Ofensywa wiosenna Armii Rosyjskiej – działania wojenne sił białych dowodzonych przez adm. Aleksandra Kołczaka (Armii Rosyjskiej), przede wszystkim Armii Zachodniej oraz Armii Syberyjskiej, przeciwko siłom Frontu Wschodniego Armii Czerwonej. Według pierwotnych założeń celem ofensywy było dotarcia do linii rzeki Ik, gdzie żołnierze białych mieli zatrzymać się na kilka tygodni zatrzymać na odpoczynek. Wobec faktu, iż cel ten został osiągnięty w krótszym czasie, niż zakładało dowództwo Armii Rosyjskiej, Kołczak nakazał Armii Zachodniej kontynuować natarcie na zachód. 15 kwietnia Armia Zachodnia zajęła Czystopol. Następnie jednak wiosenna odwilż uniemożliwiła białym dalsze działania ofensywne, natomiast czerwoni przegrupowali swoje siły i przystąpili do kontrofensywy. W połowie maja biali musieli ponownie wycofać się za Ik.

## Tło wydarzeń i siły stron
Po sukcesie, jakim było zdobycie Permu w końcu 1918 r., adm. Aleksandr Kołczak zamierzał przystąpić najszybciej, jak tylko to możliwe, do kolejnej ofensywy w kierunku zachodnim. Jednak do marca 1919 r. prowadzenie działań ofensywnych w warunkach ostrej zimy było niemożliwe.
Ostatecznie termin ofensywy został wyznaczony na początek marca. Do udziału w niej Kołczak mógł skierować łącznie ok. 132 tys. żołnierzy w czterech grupach wojsk. Było to znacznie mniej, niż zakładał początkowo, planując masowy pobór mężczyzn z zajmowanych już terenów na Syberii. Ponadto pochodzący z poboru żołnierze Armii Rosyjskiej nie zostali odpowiednio przeszkoleni, zaś część przekazanych Kołczakowi przez aliantów zapasów broni i umundurowania nie dotarła na czas z Władywostoku.
Armia Syberyjska pod dowództwem czeskiego gen. Radoli Gajdy liczyła ok. 45 tys. ludzi, była ponadto wspierana przez Flotyllę Syberyjską operującą w północnej części nurtu Kamy. Jej sztab znajdował się w Jekaterynburgu. W Czelabińsku znajdowało się dowództwo Armii Zachodniej pod dowództwem Michaiła Chanżyna, liczącej 42 tys. żołnierzy. W ofensywie miała ponadto wziąć udział grupa atamana Dutowa (ok. 25 tys. żołnierzy) oraz 20 tys. Kozaków uralskich i orenburskich.
Czerwony Front Wschodni liczył 96 500 żołnierzy. Największe zgrupowanie, złożone z 1 i 4 Armii, w połowie marca 1919 r. znajdowało się w rejonie Orenburga i Uralska (same miasta pod koniec stycznia zostały opanowane przez czerwonych m.in. wskutek dezercji Kozaków) i liczyło 36 tys. żołnierzy. W 3 Armii znajdowało się 30 tys. żołnierzy, natomiast w 2 Armii – 19 500 walczących. Najsłabszym liczebnie związkiem czerwonych była 5 Armia znajdująca się na początku marca 1919 r. w Ufie i licząca 11 tys. żołnierzy.

## Przebieg ofensywy

### Ofensywa Armii Syberyjskiej i Armii Zachodniej
Jako pierwsze do działań ofensywnych przystąpiły jednostki dowodzone przez gen. Gajdę, co miało miejsce 4 marca 1919 r. Przełamały one bardzo słaby opór stawiony przez czerwoną 3 Armię i pokonały w ciągu trzech dni 150 km wzdłuż linii kolejowej z Permu w kierunku Wiatki. Druga grupa wojsk Armii Syberyjskiej 7 marca zajęła Ochańsk, dzień później – Osę i 10 marca – Sarapuł. Armia Zachodnia gen. Chanżyna przystąpiła do ofensywy krótko po Armii Syberyjskiej. Powstrzymała marsz czerwonej 5 Armii z Ufy w kierunku Złatousta i 10 marca zajęła Birsk, zaś 14 marca - Ufę. 5 Armia wycofywała się na zachód w rozsypce i w pierwszych dniach kwietnia Armia Zachodnia odniosła kolejne sukcesy, zajmując 7 kwietnia Bielebiej i 10 kwietnia Bugulmę.
Odejście 5 Armii spowodowało bezpośrednie zagrożenie dla czerwonej 1 Armii, operującej bardziej na południe. Na początku kwietnia musiała ona opuścić Stierlitamak, który następnie bez większych trudności zajęli Kozacy orenburscy pod dowództwem Piotra Biełowa (podporządkowani operacyjnie Armii Zachodniej). W tym samym czasie grupa atamana Dutowa zajęła 9 kwietnia Orsk, a stamtąd dotarła do Aktiubińska, który zajęła 11 kwietnia. Oznaczało to przecięcie linii kolejowej z Orenburga do Taszkientu i odizolowanie oddziałów czerwonych w Turkiestanie od innych jednostek Armii Czerwonej. Sukcesy oddziałów Dutowa skłoniły również szereg stanic kozackich na stepie orenburskim do wszczęcia lokalnych powstań antybolszewickich.
Pierwotny plan ofensywy przewidywał dotarcie przez białych do linii rzeki Ik i zatrzymanie się na kilkutygodniowy odpoczynek. W tym czasie do atakujących związków operacyjnych miał dołączyć korpus pod dowództwem Władimira Kappela, a na nowo opanowanych terytoriach miała zostać przeprowadzona mobilizacja. Sztab Kołczaka przewidywał ponadto, że Ik wiosną wyleje, uniemożliwiając dalszy natychmiastowy marsz. Po kilku tygodniach odpoczynku Armia Rosyjska miała kontynuować ofensywę, stawiając sobie za ostateczny cel zdobycie Moskwy i zakładając, że główną siłą uderzeniową będzie Armia Syberyjska gen. Gajdy. Sukcesy Armii Zachodniej skłoniły jednak sztab Armii Rosyjskiej do zmiany planów. 12 kwietnia Aleksandr Kołczak osobiście wydał rozkaz prowadzenia dalszych działań ofensywnych, których celem miało być zniszczenie sił czerwonych działających na wschód od Wołgi i Kamy po uprzednim odcięciu ich od mostów na tych rzekach. Zaplanował również przeprowadzenie pod koniec miesiąca w Sarapule generalnej konferencji dowódców swoich sił, podczas której miał zostać wypracowany plan marszu na Moskwę. Rząd Kołczaka rozpoczął przygotowania do przenosin do Jekaterynburga, którego zdobycie uważano za kwestię nieodległej przyszłości.

### Dalsza ofensywa Armii Zachodniej
Realizując nowe rozkazy adm. Kołczaka, Armia Zachodnia została rozdzielona na dwie grupy, które kontynuowały działania ofensywne wzdłuż linii kolejowych Ufa-Samara i Ufa-Symbirsk. Pierwsza z grup 15 kwietnia zajęła Bugurusłan, natomiast druga, nie napotykając oporu, przez rejon Mienzelińska dotarła do Czystopola, zajmując to miasto w końcu miesiąca. Po tym sukcesie biali mieli otwartą drogę na kontrolowany przez czerwonych Kazań. W toku prowadzonych działań biali wzięli ponad 10 tys. czerwonych jeńców, zdobyli 9 tys. karabinów, dwa pociągi pancerne i sześćset wagonów. Opanowali ponadto terytorium zamieszkiwane przez 5 mln ludzi, w znacznej części rolnicze.

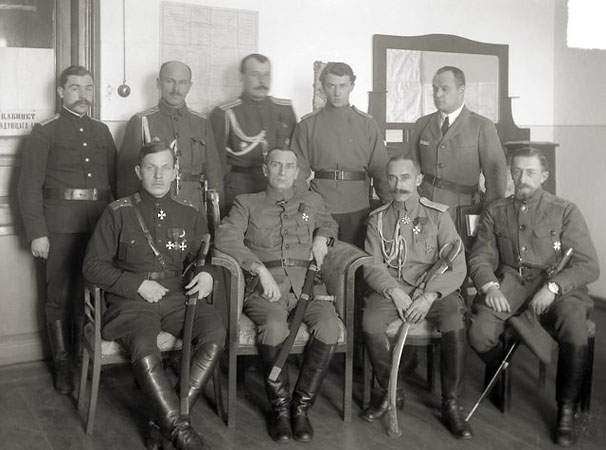
Aleksandr Kołczak, Radola Gajda i Boris Bogosłowski (siedzą drugi, pierwszy i trzeci z lewej) ze sztabem przed ofensywą wiosenną.

Szybkie sukcesy białych wynikały w pierwszej kolejności z ich przewagi liczebnej. Drugim kluczowym czynnikiem było wyczerpanie sił czerwonych, przeciwko którym prowadzone były działania ofensywne. Większość związków tworzących Front Wschodni uczestniczyła latem i jesienią 1918 r. w kolejnych kampaniach nad Wołgą (operacja kazańska, symbirska, samarska), a następnie w pościgu za białymi za Ural, przez co znalazły się daleko od centrum, pozbawione regularnego zaopatrzenia. Czerwonoarmistów nękały również liczne epidemie. Ponadto na krótko przed ofensywą wojsk Kołczaka wybrane jednostki walczące dotąd na froncie wschodnim zostały przekierowane na fronty południowy i zachodni. Szczególną stratą okazało się odwołanie z frontu wschodniego oddziałów strzelców łotewskich i estońskich. W 3 Armii dowódcy okazali się leniwi i niesubordynowani, a komisarze - niezdyscyplinowani i niedoświadczeni. W 5 Armii natomiast działali zwolennicy tzw. opozycji wojskowej, sabotujący polecenia komisarza spraw wojskowych i morskich Lwa Trockiego, których celem była centralizacja sił bolszewickich i zaprowadzenie w nich dyscypliny. Zostali oni odsunięci dopiero w końcu kwietnia 1919 r. Wreszcie duże znaczenie dla przebiegu ofensywy wiosennej miały błędne kalkulacje głównodowodzącego Frontem Wschodnim Siergieja Kamieniewa, który spodziewał się głównego uderzenia Armii Rosyjskiej na północnym Uralu, podczas gdy nastąpiło ono w kierunku Ufy. W rezultacie Armia Czerwona ponosiła klęski, chociaż siły białych składały się głównie z powołanych do Armii Rosyjskiej, słabo wyszkolonych chłopów.

## Konsekwencje
W połowie kwietnia 1919 r. biali znajdowali się w odległości 80 km od Kazania i Samary oraz 100 km od Symbirska. Zdobywając Czystopol, rozdzielili ponadto dwa zgrupowania czerwonych (2 i 3 Armię na północy oraz 1, 4 i 5 Armię na południu) na wschodnim froncie klinem o szerokości 150 km. W sztabie Kołczaka spodziewano się, że zwycięski szturm Samary i Kazania nastąpi w najgorszym razie w ciągu kilku tygodni, a sztabowcy gen. Gajdy przekonywali go, że nawet zajęcie Moskwy w ciągu sześciu tygodni było możliwe.
Dalsze działania ofensywne zostały jednak uniemożliwione przez odwilż. Ponadto dowództwo Frontu Wschodniego dokonało istotnych przegrupowań: część sił 1 Armii została przeniesiona do 5 Armii, dzięki czemu 17 kwietnia przewaga liczebna białych w rejonie Ufy została zniwelowana. Zdecydowano, że większość uzupełnień będzie kierowana na Front Wschodni, nie zaś na południe do walki z Kozakami dońskimi i wojskami gen. Denikina, które, jak mniemano, nie stanowiły tak wielkiego zagrożenia, jak Kołczak. Bolszewickie organizacje partyjne oraz zrzeszenia robotników fabrycznych Moskwy i Petersburga skierowały na ten odcinek od 10 do 20% stanu osobowego. Wzmocniono również zaciąg do wojska niezrzeszonych robotników i chłopów. Brak koordynacji działań między Kołczakiem i Denikinem umożliwił czerwonym przerzucanie sił, w zależności od potrzeb, między frontem wschodnim i południowym.  
28 kwietnia czerwoni przystąpili do kontrofensywy. 30 kwietnia grupa wojsk pod dowództwem Michaiła Frunzego wyparła białych z Bugurusłanu, do 15 maja zmusiła ich do wycofania się za Ik.
Gdy Armia Zachodnia była już w odwrocie, a tereny zdobyte w marcu i na początku kwietnia przez białych ponownie znalazły się pod kontrolą bolszewików, Armia Syberyjska kontynuowała działania ofensywne. Na początku czerwca, zgodnie z planami wyznaczonymi przez Kołczaka, zajęła Głazow. Rozkład Armii Zachodniej sprawił jednak, że Armia Syberyjska była stale narażona na uderzenie przeważających sił czerwonych od południa, toteż 13 czerwca opuściła miasto, a dwa tygodni później była już ponownie w Permie, skąd rozpoczynała ofensywę trzy miesiące wcześniej.